# Erektion
Erektion (fra latin; bogstaveligt "rejsning") er den tilstand en stiv penis har.
Afhængigt af individuelle biologiske forskelle, samt af erektionens styrke, kan det erigerede lem have forskellig retninger. Tænker man sig at manden står op, kan hans penis pege i vandret eller lodret retning – eller i hvilken som helst retning derimellem. 
Erektion er en forudsætning for at et samleje kan gennemføres.
Kronisk mangel på evne til erektion kaldes impotens.

## Erektionens funktion
Fyldningen af det kavernøse væv og til en hvis grad af det spongiøse, sker ved at muskulaturen i arteriernes vægge, især i arteria profunda, hvor penis afslappes. Derved fyldes vævet op med blod. Det svulmer jf. svulmelegemer. Dette betyder at hovedparten af penis' vener, de superficielle vener, bliver komprimeret, således, at blodet vil have svært ved at løbe tilbage. Blodgennenmstrømningen under erektion er derfor meget lav. Da muskulaturen i karvæggene er glat muskulatur, som er autonomt innerveret, fremgår det derfor tydeligt, hvorfor erektioner ofte opstår uden for viljens styring. Muskulaturen kan dog også innerveres hormonelt, hvilket både er noget kroppen selv kan gøre. Dette kan fremskyndes via det virksomme stof viagra. 
Den hormonelle del vil sige, at stoffet fra blodbanen sætter sig på nogle receptorer på de celler, det skal virke på. Manglende erektion kan skyldes åreforkalkninger.